# Alexandre Blain
Alexandre Blain (født 7. marts 1981) er en fransk tidligere professionel cykelrytter.